# サッビオ・キエーゼ
サッビオ・キエーゼ（伊: Sabbio Chiese）は、イタリア共和国ロンバルディア州ブレシア県にある、人口約4,000人の基礎自治体（コムーネ）。

## 地理

### 位置・広がり

#### 隣接コムーネ
隣接するコムーネは以下の通り。
- バルゲ
- ガヴァルド
- オードロ
- プレゼーリエ
- プロヴァーリオ・ヴァル・サッビア
- ヴァッリオ・テルメ
- ヴィッラヌオーヴァ・スル・クリージ
- ヴォバルノ

### 地震分類
イタリアの地震リスク階級 (it) では、2 に分類される
。

## 行政

### 分離集落
サッビオ・キエーゼには、以下の分離集落（フラツィオーネ）がある。
- Clibbio, Pavone, Sabbio Sopra

### 山岳部共同体
広域行政組織である山岳部共同体「ヴァッレ・サッビア山岳部共同体」 (it:Comunità montana della Valle Sabbia) （事務所所在地: ヴェストーネ）を構成するコムーネである。